# Esmerine
Esmerine je kanadská hudební skupina kombinující prvky drone music, post-punku a tureckého folku.

## Členové
Současní členové
- Bruce Cawdron (2000–současnost) – marimba, bicí, perkuse
- Beckie Foon (2000–současnost) – violoncello
- Jamie Thompson (2011–současnost) – bicí, perkuse
- Brian Sanderson (2011–současnost) – různé nástroje

Dřívější členové
- Sarah Pagé (2010–2011) – harfa
- Andrew Barr (2010–2011) – různé nástroje

## Diskografie

### Alba
| Rok  | Název                                                   | Detaily                                                                                 |
| ---- | ------------------------------------------------------- | --------------------------------------------------------------------------------------- |
| 2003 | If Only a Sweet Surrender to the Nights to Come Be True | - Vydáno: 20. května 2003 - Vydavatelství: Madrona/Resonant - Formát: CD, LP, digital   |
| 2005 | Aurora                                                  | - Vydáno: 31. května 2005 - Vydavatelství: Madrona/Ninja Tune - Formát: CD, LP, digital |
| 2011 | La Lechuza                                              | - Vydáno: 2011 - Vydavatelství: Constellation - Formát: CD, LP, digital                 |
| 2013 | Dalmak                                                  | - Vydáno: 2013 - Vydavatelství: Constellation - Formát: CD, LP, digital                 |